# ОШ „Вук Караџић” Живинице Кнежево
ОШ „Вук Караџић” је основна школа на подручју Општине Кнежево. Налази се на адреси Живинице бб у Живиницама. Име је добила по Вуку Стефановићу Караџићу српском лингвиста, филолог, антрополог, књижевник, преводилац

## Историјат
Основна школа "Вук Караџић" у Живиницама почела је да ради школске 1931/1932 , са 56 ученика. Имала је једну учионицу и просторију за учитеља, који се ту задржао до краја 1939. године.
Кад је окупирана Југославија, 1941. године, школа је престала да ради, а 1942. уништена је до темеља. Задружни дом завршен је дјелимично 1950, а једна просторија уређена је за потребе школе. Школске 1950/1951. у први разред уписано је 28 ученика. Са њима, у истој учионици, радио је и други разред, углавном прераслих ученика, који су имали завршен курс за описмењавање. Школа је 1959. добила назив "Хасан Кикић". С временом, задружни дом адаптиран је у цијелости за потребе школе, која је 1961/1962. прерасла у осмогодишњу. Живинице су 1975. добиле нову школску зграду. Рационализацијом школске мреже, ОШ "Хасан Кикић" 1977. ушла је у састав Центра за основно образовање и васпитање "22. фебруар", Скендер Вакуф. Од 1983. ОШ "Хасан Кикић" поново је постала самостална, а 1991. добила је назив "Вук Караџић". Реорганизацијом школског подручја, 1991/1992. у састав централне школе ушла је осмогодишња школа у Јаворанима (основана 1930) и четворогодишња у Рађићима (1960). Тада је школа у Живиницама имала 615 ученика и 26 наставника. Школске 2007/2008. имала је 298 ученика, од чега су половину чинили ученици подручних школа, а 2019/20. - 106 ученика, 20 наставника и два вјероучитеља православне вјеронауке. Централна и школа у Јаворанима имају спортске сале, а све школе имају уређене спортске терене. Ђачка библиотека, у централној и подручним школама, има око 2.000, а наставничка око 80 књига. Од 2002. излази школски лист "Основац".